# Angéline Nadié
Angéline Nadié est une actrice ivoirienne morte le 17 juillet 2021.

## Biographie
Angéline Nadié est principalement connue pour avoir joué la méchante mère de Michel Bohiri dans la série télévisée Ma famille. Atteinte d'un cancer depuis 2018, elle meurt de cette maladie le 17 juillet 2021.

## Filmographie
- 2006 : Les Oiseaux du ciel d'Éliane de Latour, avec Agnès Soral (musique de Tiken Jah Fakoly)
- 2002-2007 : Ma famille, série
- 2005 : Marié du net 1 et Marié du net 2, avec les Guignols d'Abidjan